# 吉田充里
吉田 充里（よしだ みつのり、1975年8月30日 - ）は、日本のサクソフォーン奏者。

## 来歴
- 茨城県潮来市(旧牛堀町)生まれ。千葉県立佐原高等学校卒業、筑波大学第二学群日本語・日本文化学類中退。
- 5歳からピアノ、14歳からサックスを始める。
- クラシカルサックスを演奏するコンセプトライブ「neiro shower」シリーズを中心に、個人や吹奏楽の指導、編曲等、多岐に渡り活動を広げている。
- ピアノを吉田彦次、ジャズサクソフォーンを松本英彦、室内楽を波多野睦美の諸氏に師事。
- 聖路加国際病院トイスラーホールお昼のコンサート出演。TIAA全日本クラシック音楽コンサート出演（サントリーホール）。阿佐ヶ谷ジャズストリート出演。荻窪音楽祭出演。
- サックス教室LENTO主宰。

## 人物
バレーボール選手の坂本雄一郎と幼なじみ。